# كريستي لو ستاوت
كريستي لو ستاوت (بالإنجليزية: Kristie Lu Stout)‏؛ (7 ديسمبر 1974 -) هي مذيعة أمريكية بسي إن إن.

## وصلات خارجية
- السيرة الرسمية في موقع سي إن إن
- كريستي لو ستاوت على موقع ساينا وايبو